# آنا من النمسا، لاندغرافين تورينغيا
     لشخصية أخرى تحمل اسم آنا النمساوية، طالع آنا النمساوية (توضيح).

آنا من النمسا وبوهيميا (بالألمانية: Anna von Asterreich)‏ (12 أبريل 1432 - 13 نوفمبر 1462) ادعت لقب دوقة لوكسمبورغ، ومن خلال الزواج لاندغرافين تورينغيا وساكسونيا.
هي الابنة الكبرى لـ ألبرخت الثاني ملك ألمانيا الإمبراطور-المنتخب وإليزابيث من لوكسمبورغ الوريثة والابنة الوحيدة لـ سيغيسموند الإمبراطور الروماني المقدس.
شقيقها الأصغر لاديسلاوس دوق النمسا الذي ولد بعد وفاة والدها أصبح ملك بوهيميا وبعد ذلك أصبح ملك المجر، وكانت لديها شقيقة أصغر منها أصبحت لاحقاً ملكة بولندا ودوقة ليتوانيا الكبرى.
في 2 يونيو 1446 أصبحت متزوجة من فيلهلم الشجاع لاندغراف تورينغيا هو ابن الأصغر لـ فريدرخ الأول ناخب ساكسونيا.
بعد وفاة شقيقها الأصغر لاديسلاوس في 1457 دون الورثة ادعت دوقية لوكسمبورغ على الرغم من حقها كان محل خلاف مع فيليب الثالث دوق بورغندي، لم يستطيع فيلهلم في الحفاظ على حيازة الأرض ضد هجمات البورغنديين في 1469، مما أدى إلى تراجعه إلى أراضيه في تورينغيا ومع أن آنا قد توفيت بعد فترة من ذلك.
كان لديهم ابنتين:-
- مارغريت (1449 - 13 يوليو 1501) تزوجت من يوهان الثاني، ناخب براندنبورغ، من نسلها ناخبو براندنبورغ المباشر ثم ملوك بروسيا ولاحقا أباطرة الألمان.
- كاترينا (1453 - 10 يوليو 1534) تزوجت من هنري الثاني، دوق منستربيرغ ابن جورج بوديبراد، ملك بوهيميا، ونسلها موجود حتى يومنا هذا، وخاصة في نبلاء بوهيميا الشرفاء.